# Iruna
Iruna is een Spaans historisch merk van scooters.
De bedrijfsnaam was Iruna Industria Metalicas de Navarra S.A., Nevarra.
In 1953 begon dit Spaanse bedrijf met de bouw van 123cc-scooters met eigen motor met drie versnellingen. Tussen 1956 en 1960 stopte men hier weer mee.